# Los Angeles (Teksas)
Los Angeles je naseljeno mjesto za statističke potrebe u američkoj saveznoj državi Teksas. Prema popisu stanovništva iz 2010. u njemu je živjelo 121 stanovnika.